# ماور (رداع)
ماوِر هي إحدى قرى الجمهورية اليمنية. تقع ماوِر العرش رداع في الجنوب الغربي لمدينة رداع تتبع جغرافياً لمحافظة البيضاء وإداريًا لمديرية العرش. يبلغ تعداد سكانها حوالي 3250 نسمة .

## المعالم
من معالم ماور المقبرة القديمة الموجودة في القسمين وتمتد من جوار مسجد الهجامة وبيت الــــشيخ محمّد ولد عامر حسن هجام إلى خلف المدرسة القديمة .. 
ومن المعالم الحديثه سد ماور العرش 

## العاقل محمد احمد صالح
العاقل علي حسين صالح ..
السيد محمد